# دروازه شیرگیران
دروازهٔ شیرگیران (به تاجیکی: дарвозаи шергирон به ازبکی: Shergiron darvozasi) یک دروازه-دژ گمشده (امروزه چیزی از آن بجا نمانده) در بخارا است که در نیمهٔ دوم سدهٔ شانزدهم زیر فرمانروایی عبدالله خان دوم، در پایتخت آنزمان خانات بخارا ساخته‌شد. این دروازه در بخش باختری دیواربخارا جای داشته‌است و یکی از ۱۱ دروازهٔ بخارا بود که تاکنون این شهر به خود دیده‌است. رفت‌وآمد از راه این دروازه کمابیش سبک بوده‌است.
جاده‌ای که از دروازه شیرگیران می‌گذشت به بزرگ‌ترین آرامگاه آسیای میانه - آرامگاه چهاربکر - می‌رسید. این سازه شوربختانه هنگام فرمانروایی شوروی، احتمالاً سال‌های نخستین دهه ۱۹۵۰ نابود شد. نام شیرگیران در زبان مردم بخارا که فارسی‌ست «فتح‌کننده شیرها» برگردان شده‌است. دربارهٔ چرایی دادن چنین نامی به آن دو «گمان» بازگو شده: گمان نخست در پیوند با قفس‌های شیر است که در نزدیکی دروازه کارگذاری شده‌بود و دومی در پیوند با پدر پایه‌گذار دودمان سامانی و شیرهایی که شبانه از او نگاهبانی می‌کنند می‌باشد.